# Bricqueville-sur-Mer
Bricqueville-sur-Mer település Franciaországban, Manche megyében. Lakosainak száma 1263 fő (2022. január 1.). Bricqueville-sur-Mer Bréhal, Cérences, Muneville-sur-Mer és Tourneville-sur-Mer községekkel határos.

## Népesség
A település népességének változása:
| Lakosok száma | 774  | 797  | 810  | 1063 | 1177 | 1195 | 1212 | 1223 | 1241 | 1263 |
|               | 1968 | 1982 | 1990 | 2006 | 2013 | 2015 | 2017 | 2019 | 2020 | 2022 |